# 東端町
東端町（ひがしばたちょう）は、愛知県安城市の地名。

## 地理
安城市南西端部に位置する。東は和泉町・根崎町、西は碧南市、北は榎前町、南西は碧南市に接する。

### 学区
市立小・中学校に通う場合、学校等は以下の通りとなる。また、公立高等学校に通う場合の学区は以下の通りとなる。
| 番・番地等 | 小学校             | 中学校             | 高等学校 |
| --- | ------------------ | ------------------ | -------- |
| 青ノ山・新井・新子・稲荷・井ノ口・内浜・江戸坂・大久戸・貝戸・鐘鋳場・北山・祈・切間・鴻ノ巣・小山・里・白萩・新稲荷・新長田・洲鼻・住吉・寺下・天白・道城・殿町・中田・長田・中縄手・中根山・中村・西新田・主木・八劔・東稲場・東田・毘沙田・前新田・丸ノ内・神子塚・南内浜・南新田・南山・宮裏・宮下・向山・明祥北・明祥南・明祥東・明和・薮崎・山ノ神・山ノ崎・山ノ鼻・蓮台・脇江 | 安城市立明和小学校 | 安城市立明祥中学校 | 三河学区 |
| 大坪・北荒子・北大坪・新切・中大坪・西大坪・東荒子・南用地・用地 | 安城市立丈山小学校 | 安城市立明祥中学校 | 三河学区 |

## 歴史

### 町名の由来
長田川を挟み、東側を東端、西側を西端と称していたことによる。

### 人口の変遷
国勢調査による人口および世帯数の推移。
| 1995年（平成7年）  | 832世帯 3224人  |  |
| 2000年（平成12年） | 871世帯 3158人  |  |
| 2005年（平成17年） | 939世帯 3290人  |  |
| 2010年（平成22年） | 998世帯 3351人  |  |
| 2015年（平成27年） | 1047世帯 3484人 |  |
| 2020年（令和2年）  | 1102世帯 3440人 |  |

### 沿革
- 1889年（明治22年） - 市制町村制施行による碧海郡東端村が成立[2]。
- 1906年（明治39年） - 明治村大字東端となる[2]。
- 1955年（昭和30年） - 安城市大字東端となる[2]。
- 1956年（昭和31年） - 安城市東端町が成立[2]。
- 1958年（昭和33年） - 分離独立による碧南市編入を求める住民と安城市残留の現状維持派の抗争が激化し、この年再度住民投票が実施される[2]。投票の結果、碧南市編入賛成票が現状維持票を上回ったものの、3分の2を超えず、現状維持となった[2]。
- 1960年（昭和35年） - 碧南市編入派が名古屋高等裁判所に提訴[2]。この後、安城市の仲介により和解に至った[2]。
- 1974年（昭和49年） - 安城市東端町の一部が碧南市に編入され、同市東端町が成立[2]。
- 1975年（昭和50年） - 碧南市東端町が同市白沢町に改称[2]。

## 交通
- 愛知県道安城碧南線[1]
- 愛知県道西尾知多線[1]
- 市道宮裏線[1]
- 市道東端城ヶ入線[1]

## 施設
- 愛三工業安城工場[1]
- 安城市立明祥中学校[1]
- 安城市立明和小学校[1]
- 東端保育園[1]
- 東端貝塚[1]
- 東端城址[1]
- 七福醸造

### WEB
1. ↑  “愛知県安城市の町丁・字一覧”.   人口統計ラボ. 2023年8月26日閲覧。
2. 1 2  総務省統計局 (2022年2月10日). “令和2年国勢調査の調査結果(e-Stat) - 男女別人口，外国人人口及び世帯数－町丁・字等” (CSV). 2023年8月2日閲覧。
3. ↑  “愛知県安城市の郵便番号一覧”.   日本郵便. 2023年8月26日閲覧。
4. ↑  “市外局番の一覧” (PDF).   総務省 (2022年3月1日). 2022年3月22日閲覧。
5. ↑  安城市役所教育振興部学校教育課学事係 (2022年4月7日). “小中学校区一覧（町別50音順）”.   安城市. 2023年10月8日閲覧。
6. ↑  “平成29年度以降の愛知県公立高等学校（全日制課程）入学者選抜における通学区域並びに群及びグループ分け案について”.   愛知県教育委員会 (2015年2月16日). 2019年1月14日閲覧。
7. ↑  総務省統計局 (2014年3月28日). “平成7年国勢調査の調査結果(e-Stat) - 男女別人口及び世帯数 －町丁・字等” (CSV). 2021年7月20日閲覧。
8. ↑  総務省統計局 (2014年5月30日). “平成12年国勢調査の調査結果(e-Stat) - 男女別人口及び世帯数 －町丁・字等” (CSV). 2021年7月20日閲覧。
9. ↑  総務省統計局 (2014年6月27日). “平成17年国勢調査の調査結果(e-Stat) - 男女別人口及び世帯数 －町丁・字等” (CSV). 2021年7月21日閲覧。
10. ↑  総務省統計局 (2012年1月20日). “平成22年国勢調査の調査結果(e-Stat) - 男女別人口及び世帯数 －町丁・字等” (CSV). 2021年7月21日閲覧。
11. ↑  総務省統計局 (2017年1月27日). “平成27年国勢調査の調査結果(e-Stat) - 男女別人口及び世帯数 －町丁・字等” (CSV). 2021年7月21日閲覧。

### 書籍
1. 1 2 3 4 5 6 7 8 9 10 11 12  「角川日本地名大辞典」編纂委員会 1989, p. 1567.
2. 1 2 3 4 5 6 7 8 9 10 11  「角川日本地名大辞典」編纂委員会 1989, p. 1118.